# Eparquía de San Vladimiro el Grande de París
La eparquía de San Vladimiro el Grande de París (en latín: Eparchia Sancti Vladimiri Magni in urbe Parisiensi pro Ucrainis ritus Byzantini, en francés: Éparchie Saint-Vladimir-le-Grand de Paris des Ukrainiens y en ucraniano: Єпархія Святого Володимира Великого у Парижі) es una circunscripción eclesiástica de la Iglesia católica en Francia. Se trata de una eparquía greco-católica ucraniana, inmediatamente sujeta a la Santa Sede. Desde el 18 de febrero de 2019 es sede vacante y su administrador apostólico es el obispo Kyr Hlyb Borys Sviatoslav Lonchyna, de los Monjes estuditas ucranianos.

## Territorio y organización
La eparquía extiende su jurisdicción sobre los fieles católicos de rito bizantino greco-católico ucraniano residentes en Francia. El eparca es además delegado apostólico para los greco-católicos ucranianos en Bélgica, Países Bajos, Luxemburgo y Suiza. Estos territorios están de hecho integrados a la eparquía, pero formalmente no pueden estarlo debido a los concordatos que exigen que los obispos sean ciudadanos de esos países.
La sede de la eparquía se encuentra en la ciudad de París en donde se halla la Catedral de San Vladimiro el Grande.
En 2020 en la eparquía existían 15 parroquias:
- Paroisse en la Chapelle Saint Antoine en Algrange
- Aumônerie Église de Sainte Olga en Châlette-sur-Loing
- Paroisse de la Protection de la Vierge Marie en Lille
- Église de la Dormition de la Mère de Dieu en Lourdes
- Paroisse Saint Athanase en Villeurbanne, un suburbio de Lyon
- Chapelle auprès du Centre ukrainien en Mackwiller
- Mission Aumônier en la Chapelle Saint Jean du Désert en Marsella
- Paroisse en el Grand Séminaire en Metz
- Paroisse en Mulhouse
- Mission Aumônier en la Église Sainte-Jeanne d’Arc en Niza
- Cathédrale Saint Vladimir-Le-Grand en París
- Paroisse en la Église Saint-Thomas en Reims
- Paroisse en Saint-Avold
- Paroisse Saints Borys et Hlib et Centre Anne de Kyiv en Senlis
- Aumônerie en Schiltigheim, un suburbio de Estrasburgo
- Aumônerie en cours de constitution en Toulouse
- Paroisse de Tous les Saints en la Chapelle Saint-Jean - Sainte-Thérèse en Vincennes

En los Países Bajos
- Aumônerie de Alkmaar (en formación)
- Aumônerie en la H. Pius X kerk de Eindhoven
- Paroisse en cours de constitution en la Sint Jozefkathedraal en Groninga (en formación)
- Aumônerie en la  Bonifatiuskerk en La Haya
- Aumônerie de la Descente du Saint Ésprit  en la St. Josephkerk en Utrecht

En Bélgica
- Parroquia de los Heiligen omhoog Andriy Pervozvannyi en svt. Mykola Mirlykysky en Amberes
- Parroquia Saint Vladimir-Le-Grand en la Église Notre-Dame de Lourdes de Bruselas
- Parroquia St. Johannes de Doper en Genk
- Parroquia Protection de la Sainte Vierge en Colfontaine
- Parroquia Nativité de la Sainte Vierge en la Église Saint-Pièrre de Mont-Saint-Guibert
- Parroquia en La Louvière
- Parroquia Protection de la Sainte Vierge en Lieja
- Parroquia Protection de la Sainte Vierge en Lovaina
- Parroquia Sainte Catherine en Sambreville
- Parroquia Dormition de la Sainte Vierge en Charleroi

En Luxemburgo
- Paroisse en cours de constitution en la Église Saint-Martin de Arlon
- Paroisse en cours de constitution en la Église de Soleuvre

En Suiza
- Parroquia en Basilea
- Misión de Berna
- Misión de Ginebra
- Misión de Lausana
- Comunidad de Lugano en el Santuario di Santa Maria di Loreto
- Comunidad de Zúrich

## Historia
Tras la aprobación de la Congregación para las Iglesias Orientales, la Iglesia greco-católica ucraniana estableció su primera misión en París en 1937. El metropolitano Andrey Sheptytsky envió al sacerdote Jacques Perridon como superior de la misión en Francia. En 1939 la Santa Sede designó al obispo Ivan Buchko como visitador apostólico para los greco-católicos ucranianos de Europa occidental. Buchko dividió el territorio en cuatro vicariatos: Italia, Alemania, Francia e Inglaterra. Desde el 7 de enero de 1943 fue utilizada una capilla para el culto bizantino, que el 9 de mayo de 1943 fue renombrada como San Vladimiro el Grande. 
Los fieles greco-católicos ucranianos en Francia dependieron del ordinariato para los fieles de rito oriental en Francia desde su erección el 27 de julio de 1954 con el decreto Nobilis Galliae Natio de la Congregación para las Iglesias Orientales, que contiene lo esencial de una decisión ex audientia del papa Pío XII del 16 de junio de 1954.
El exarcado apostólico para los fieles ucranianos de rito bizantino residentes en Francia (Exarchia Apostolica pro fidelibus Ucrainis ritus Byzantini in Gallia) fue erigido el 22 de julio de 1960 mediante la bula Aeterni Pastoris del papa Juan XXIII.

Quam ob rem, post auditum venerabilem Fratrem Ordinarium pro fidelibus orientalibus, atque Apostolicum in Gallia Nuntium, rogatamque sententiam venerabilis Fratris Nostri S. R. E. Cardinalis Sacrae Congregationis pro Ecclesia Orientali a Secretis, Nostra summa potestate ea quae sequuntur decernimus ac iubemus. In natione Gallica Eœarchatum Apostolicum pro christifidelibus Ucrainis Byzantini ritus ibidem commorantibus constituimus, cuius sedes in urbe Lutetia Parisiorum erit, in qua Exarchus domicilium suum collocabit, cathedra magisterii in templo S. Vladimiri posita.

El 27 de noviembre de 1982 el papa Juan Pablo II designó exarca apostólico a Michel Hrynchyshyn, C.SS.R., nombrándolo además delegado apostólico para los greco-católicos ucranianos en Bélgica, Países Bajos, Luxemburgo y Suiza. El 21 de julio de 2012 fue designado para ambos cargos Borys Gudziak.
El 19 de enero de 2013 el exarcado apostólico (sin incluir las áreas sujetas al delegado apostólico) fue elevado al rango de eparquía con el nombre actual mediante la bula Qui in beati del papa Benedicto XVI.

Qui in beati Petri Sede sumus constituti, attenta sententia Synodi Episcoporum Ecclesiae Graeco-Catholicae Ucrainae Exarchiam Apostolicam Acta Benedicti Pp. XVI 129 pro fidelibus Ucrainis ritus Byzantini in Gallia commorantibus ad gradum Eparchiae evehendi, perpensa officiali petitione Excellentissimi Domini Archiepiscopi Maioris necnon faventi sententia Conferentiarum Episcoporum ac Legatorum Pontificiorum ad rem vocatorum, audita Congregatione pro Ecclesiis Orientalibus, summa Apostolica, qua fungimur, potestate memoratam Exarchiam ad gradum Eparchiae evehimus nomine Sancti Vladimiri Magni in urbe Parisiensi pro Ucrainis ritus Byzantini. Cathedralis ecclesia Exarchiae efficitur Eparchialis et residentia Episcopi necnon conclavia Curiae in actuali sede permanent. Mandamus insuper ut omnes sacerdotes in territorio Exarchiae ministerium exercentes ipso facto novae Eparchiae incardinentur itemque seminarii alumni ex eiusdem paroeciis novae circumscriptioni ascribantur. Nova quidem Eparchia statim Apostolicae Sedi subicitur, sed inclusa in contextu Ecclesiae Galliae, et novus Episcopus membrum Conferentiae Episcoporum efficitur. Quae iussimus ad effectum rite adducantur deque absoluto negotio sueta documenta exarentur et Congregationi pro Ecclesiis Orientalibus mittantur. Hanc denique Apostolicam Constitutionem iugiter ratam esse volumus, contrariis rebus nihil obstantibus.

## Estadísticas
Según el Anuario Pontificio 2021 la eparquía tenía a fines de 2020 un total de 26 000 fieles bautizados.
| Año                                                                             | Población            | Población | Población      | Sacerdotes | Sacerdotes    | Sacerdotes    | Bautizados por sacerdote | Diáconos permanentes | Religiosos | Religiosos | Parroquias |
| Año                                                                             | Bautizados católicos | Total     | % de católicos | Total      | Clero secular | Clero regular | Bautizados por sacerdote | Diáconos permanentes | Varones    | Mujeres    | Parroquias |
| ------------------------------------------------------------------------------- | -------------------- | --------- | -------------- | ---------- | ------------- | ------------- | ------------------------ | -------------------- | ---------- | ---------- | ---------- |
| 1970                                                                            | 16 438               | ?         | ?              | 13         | 12            | 1             | 1264                     |                      | 1          | 7          | 3          |
| 1978                                                                            | 28 960               | ?         | ?              | 12         | 12            |               | 1333                     |                      |            | 10         | 12         |
| 1990                                                                            | 16 000               | ?         | ?              | 11         | 11            |               | 1454                     |                      |            | 10         | 12         |
| 1999                                                                            | 16 000               | ?         | ?              | 9          | 9             |               | 1777                     | 1                    |            | 10         | 10         |
| 2000                                                                            | 16 000               | ?         | ?              | 9          | 9             |               | 1777                     | 1                    |            | 10         | 10         |
| 2001                                                                            | 14 000               | ?         | ?              | 12         | 12            |               | 1166                     | 1                    |            | 11         | 10         |
| 2003                                                                            | 15 000               | ?         | ?              | 9          | 9             |               | 1666                     | 1                    |            | 8          | 10         |
| 2004                                                                            | 15 000               | ?         | ?              | 9          | 9             |               | 1666                     | 1                    |            | 8          | 9          |
| 2009                                                                            | 20 000               | ?         | ?              | 20         | 20            |               | 1000                     | 3                    | 3          | 5          | 18         |
| 2013                                                                            | 25 400               | ?         | ?              | 16         | 16            |               | 1587                     | 3                    |            | 5          | 16         |
| 2014                                                                            | 25 500               | ?         | ?              | 14         | 14            |               | 1821                     | 3                    |            | 5          | 16         |
| 2017                                                                            | 25 000               | ?         | ?              | 26         | 23            | 3             | 961                      | 2                    | 3          | 4          | 16         |
| 2020                                                                            | 26 000               | ?         | ?              | 27         | 25            | 2             | 962                      | 2                    | 2          | 4          | 15         |
| Fuente: Catholic-Hierarchy, que a su vez toma los datos del Anuario Pontificio. |                      |           |                |            |               |               |                          |                      |            |            |            |

## Episcopologio
- Volodymyr Malanczuk, C.SS.R. † (22 de julio de 1960-27 de noviembre de 1982 retirado)
- Michel Hrynchyshyn, C.SS.R. † (27 de noviembre de 1982-21 de julio de 2012 retirado)
- Borys Gudziak, desde el 21 de julio de 2012-18 de febrero de 2019 nombrado archieparca de Filadelfia)
  - Kyr Hlyb Borys Sviatoslav Lonchyna, M.S.U., desde el 18 de febrero de 2019 (administrador apostólico)